# Giovanni Miccoli
Giovanni Miccoli (Trieste, 30 agosto 1933 – Trieste, 28 marzo 2017) è stato uno storico italiano.

## Biografia
Proveniente da una colta famiglia di Trieste, si laureò in Lettere nel 1956 presso l'Università degli studi di Pisa quale allievo della Scuola Normale Superiore di Pisa, dove ebbe tra i suoi maestri Ottorino Bertolini, Delio Cantimori e Arsenio Frugoni. Si perfezionò a Monaco di Baviera e nel 1960 diventò assistente di ruolo alla cattedra di Storia presso la Scuola Normale. Ricercatore presso il Warburg Institute di Londra, dal 1962 al 1967 insegnò Storia della Chiesa sempre a Pisa. Nel 1968 fu docente dapprima di Storia medievale e poi di Storia della Chiesa, presso la facoltà di lettere dell'Università di Trieste. Nel 1985, alla facoltà di lettere dell'Università di Venezia, ricoprì  la cattedra di storia delle Chiese cristiane. Dal 1987 fu  nuovamente all'Università di Trieste.
Fece parte del comitato scientifico di Cristianesimo nella storia, della Rivista di storia del cristianesimo, della Rivista di storia e letteratura religiosa e di Studi storici (Fondazione Gramsci), e fu membro del direttivo della "Società internazionale di studi francescani".
Si occupò prevalentemente di storia della Chiesa medievale, con particolare riguardo ai nessi intercorrenti tra i movimenti popolari e di riforma e le dottrine ecclesiologiche del tempo. Compì ricerche sulla storia della Chiesa contemporanea, soprattutto sul pontificato di Pio XII (I dilemmi e i silenzi di Pio XII, Rizzoli, Milano 2000). Per la "Storia d'Italia" Einaudi ha scritto Storia religiosa dall'alto Medioevo al '500 e Chiesa e società in Italia dal Concilio Vaticano I al pontificato di Giovanni XXIII.

## Opere
- Pietro Igneo. Studi sull'età gregoriana, Roma, Istituto storico italiano per il Medio Evo, 1960, SBN SBL0510912.
- Chiesa gregoriana. Ricerche sulla riforma del secolo XI, Firenze, La Nuova Italia, 1966, SBN SBL0533921.
- Francesco d'Assisi. Realtà e memoria di un'esperienza cristiana, Torino, Einaudi, 1991, ISBN 88-06-12592-3.
- I dilemmi e i silenzi di Pio XII, Milano, Rizzoli, 2000, ISBN 88-17-86364-5;  I dilemmi e i silenzi di Pio XII. Vaticano, Seconda guerra mondiale e Shoah, nuova edizione aggiornata, Milano, Rizzoli, 2007, ISBN 978-88-17-00767-2.
- In difesa della fede. La Chiesa di Giovanni Paolo II e Benedetto XVI, Milano, Rizzoli, 2007, ISBN 978-88-17-01771-8.
- Francesco d'Assisi e l'Ordine dei Minori, Milano, Edizioni biblioteca francescana, 2009, ISBN 978-88-7962-090-1.
- Francesco d'Assisi. Memoria, storia e storiografia, postfazione di Grado Giovanni Merlo, Milano, Edizioni biblioteca francescana, 2010, ISBN 978-88-7962-152-6.
- La Chiesa dell'anticoncilio. I tradizionalisti alla riconquista di Roma, Roma-Bari, GLF Editori Laterza, 2011, ISBN 978-88-420-9780-8.
- L'atteggiamento delle Chiese durante l'Olocausto, in Storia della Shoah - Di fronte all'olocausto, 5° volume, pp. 143-191, in Corriere della sera inchieste, Milano, UTET e Corsera, 2019, ISSN 2038-0852 (WC · ACNP).